# Elezioni generali in Malawi del 2009
Le elezioni generali in Malawi del 2009 si tennero il 19 maggio per l'elezione del Presidente e dei membri del Parlamento.

## Risultati

### Elezioni presidenziali
| Candidati          | Partiti                               | Voti      | %     |
| ------------------ | ------------------------------------- | --------- | ----- |
| Bingu wa Mutharika | Partito Progressista Democratico      | 2 963 820 | 66,81 |
| John Tembo         | Partito del Congresso del Malawi      | 1 365 672 | 30,79 |
| Kamuzu Chibambo    | Partito della Trasformazione Popolare | 35 358    | 0,80  |
| Stanley Masauli    | Partito Repubblicano                  | 33 982    | 0,77  |
| Loveness Gondwe    | Nuova Coalizione Arcobaleno           | 32 432    | 0,73  |
| James Mbowe Nyondo | Indipendente                          | 27 460    | 0,62  |
| Dindi Gowa Nyasulu | Alleanza per la Democrazia            | 20 150    | 0,45  |
| Totale             | Totale                                | 4 436 025 | 100   |

### Elezioni parlamentari
| Liste                             | Voti      | %     | Seggi |
| --------------------------------- | --------- | ----- | ----- |
| Partito Progressista Democratico  | 1 739 202 | 39,99 | 114   |
| Partito del Congresso del Malawi  | 562 859   | 12,94 | 26    |
| Fronte Democratico Unito          | 562 025   | 12,92 | 17    |
| Movimento Progressista del Popolo | 48 389    | 1,11  | –     |
| Nuovo Partito Repubblicano        | 43 009    | 0,99  | –     |
| Alleanza per la Democrazia        | 38 427    | 0,88  | 1     |
| Nuova Coalizione Arcobaleno       | 30 847    | 0,71  | –     |
| Altri                             | 57 879    | 1,33  | 3     |
| Indipendenti                      | 1 266 681 | 29,12 | 32    |
| Totale                            | 4 349 318 | 100   | 193   |